# Norihiko Akagi

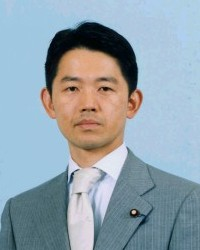
Norihiko Akagi, 2002

Norihiko Akagi (jap. 赤城 徳彦, Akagi Norihiko, * 18. April 1959 in Chikusei) ist ein japanischer Politiker. Er war von Mai 2007 bis zum 1. August 2007 Minister für Landwirtschaft, Forsten und Fischerei.

## Leben
Akagi ist Absolvent der Universität Tokyo und war Beamter im Landwirtschaftsministerium. Mit 30 Jahren wurde er 1990 für die LDP ins Unterhaus gewählt; damals war er der jüngste Abgeordnete im Parlament.
Später war er stellvertretender Verteidigungsminister und hatte diverse Parteiämter inne.
Akagi trat sein Amt als Landwirtschaftsminister nach dem Suizid seines Vorgängers Toshikatsu Matsuoka am 28. Mai 2007 an, der in mehrere Finanzskandale verwickelt gewesen war. Weniger als zwei Monate später wurden auch Vorwürfe gegen Akagi laut. Ihm wurden Unregelmäßigkeiten in der Buchhaltung seiner Wahlkampforganisation vorgeworfen. Der sich ausweitende Skandal spielte auch eine Rolle in der Oberhauswahl im Juli 2007, in der die LDP eine schwere Niederlage erlitt und ihre Mehrheit im Oberhaus verlor. Unter wachsendem öffentlichem und parteiinternen Druck trat Akagi am 1. August als Landwirtschaftsminister zurück. Sein Nachfolger wurde Masahiko Wakabayashi.
2009 verlor Akagi seinen Sitz im Unterhaus.